# La máscara loca (película de 1915)
La máscara loca (título original en italiano: Las maschera folle) es una película muda italiana de 1915 dirigida por Leopoldo Carlucci en la que interviene el actor español Bonaventura Ibáñez.

## Argumento
Mc Donnell, un millonario estadounidense sin hijos, adopta a un niño que, quince años después, se convierte en un escultor valioso. Mientras realiza un retrato a la esposa de Mc Donnell, Ketty, se enamora de ella pero, al ser descubierto por su padre adoptivo, lo mata accidentalmente. Enloquecido por el dolor, el joven es admitido en un manicomio. Cuando Ketty va a visitarlo, tiene un nuevo acceso a la locura, huye a la casa familiar y, después de destruir la estatua de la mujer, se suicida arrojándose al mar.